# Gunnar Svaetichin

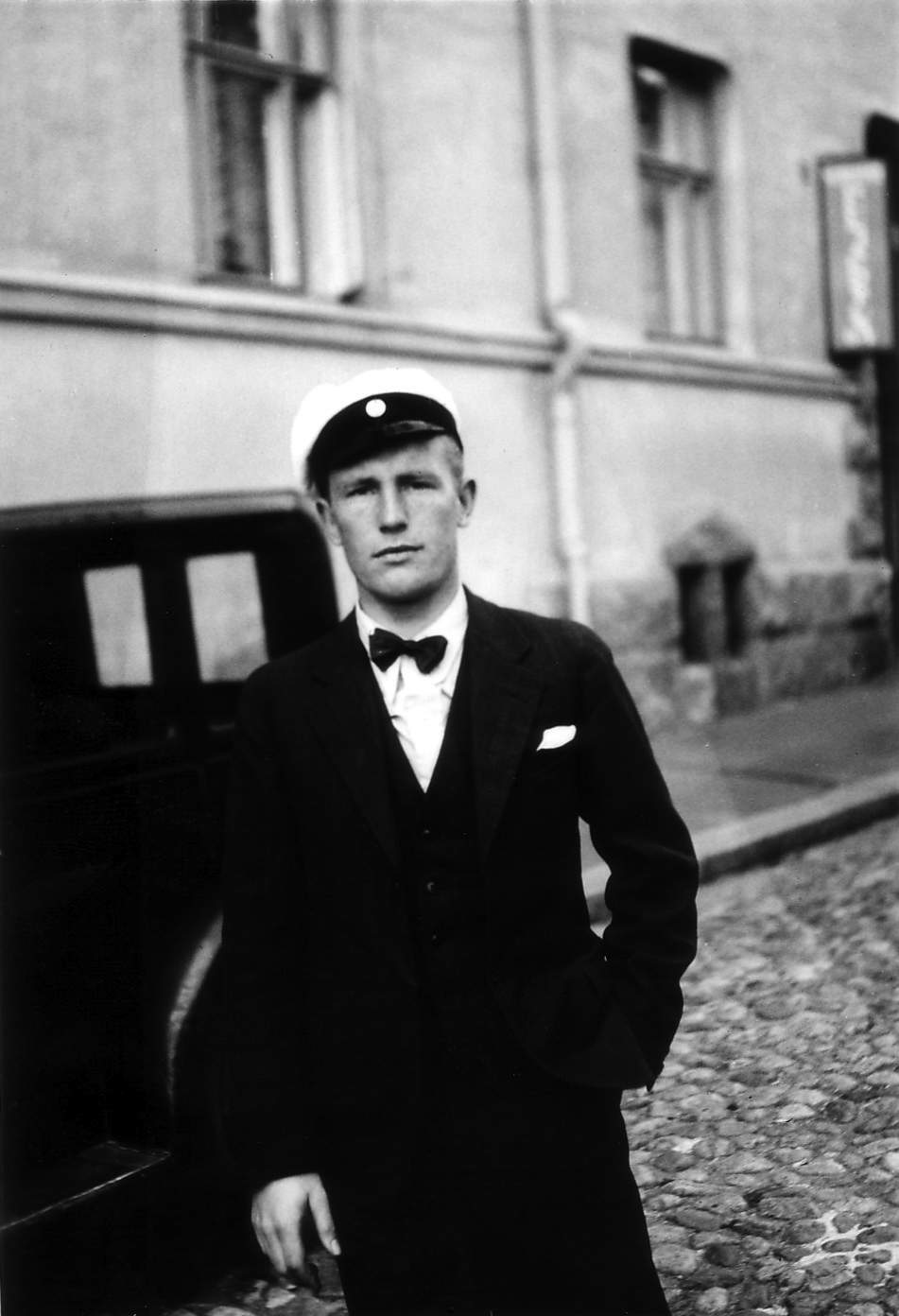
Gunnar Svaetichin.

Gunnar Nils Toivo Svaetichin, född 13 januari 1915 i Karis, död 23 mars 1981 i Caracas, var en finländsk läkare. 
Svaetichin blev medicine licentiat från Helsingfors universitet 1944 och medicine doktor från Karolinska institutet i Stockholm 1951. Han tillhörde Ragnar Granits forskargrupp och flyttade 1948 över till Sverige. Han verkade från 1955 till sin död som forskare i neurofysiologi vid Instituto Venezolano de Neurologia e Investigaciones Cerebrales i Caracas. En viktig insats av honom var utvecklandet av en mikroelektrod för registrering av impulser från individuella neuroner. Under andra världskriget uppfann han enkla pappskenor för immobilisering av skadade lemmar, speciellt för transport av sårade.